# Reklamefilm
Reklamefilm er en reklameform med levende billeder og som oftest også lyd. I lighed med anden reklame og markedskommunikation har den til hensigt at formidle et standardiseret, kommercielt budskab til en given målgruppe. Afsenderen er normalt en kommerciel aktør som bruger reklamefilm som et element i sin markedsføring. En reklamefilm varer oftest mellem 15 sekunder og 60 sekunder.
Reklamefilm kan bruges til at formidle budskab om et produkt, en idé, en tjeneste eller en vision. Ikke-kommercielle film, propagandafilm og informationsfilm kan have mange fællestræk med reklamefilm.

## Historik
Den første reklamefilm på TV blev sendt kl. 14.49 1. juli 1941 i USA. En urproducent, betalte 9 USD for en 20 sekunders reklamefilm sendt før en baseballkamp mellem Brooklyn Dodgers og Philadelphia Phillies. Under Superbowl 2007 var prisen for at få vist en 30 sekunders reklamefilm nået op i 2,7 millioner USD, i 2008 var prisen næsten 3 millioner USD.

## Love og regler
I de fleste lande, også Danmark, findes der love som regulerer brugen af reklamefilm. Mange af disse er generelle love som gælder for reklame i alle medier, for eksempel angående reklame rettet mod børn, reklame for tobak osv. Den enkelte reklamekanal, biograf, Tv-station, socialt medie - kan også have egne regler som kan påvirke udformningen af en film eller tidspunktet for hvornår den kan sendes. Dette kan gælde både lyd- og billedsiden.

## Produktion
Idéer og koncepter til reklamefilm bliver ofte udviklet af reklamebureauer sammen med øvrige reklametiltag for en virksomhed: radioreklame, annoncer, brochurer, osv. Selve produktionen bliver udført af et selskab som er specialiseret på produktion af reklamefilm med en producent som hovedansvarlig.

## Distribution
Reklamefilm vises på steder hvor fremvisning af levende bilder til et større publikum er mulig og gennem kendte videodistributører. Medierne for reklamefilm kan være biografer, tv (tv-reklame), Internettet, skærme opsat på togstationer, i busser, lufthavne, på bygninger m.v.